# Ruslan Malinovskyj
Ruslan Volodymyrovytj Malinovskyj (ukrainska: Руслан Володимирович Маліновський), född 4 maj 1993, är en ukrainsk fotbollsspelare som spelar för Genoa. Han spelar även för Ukrainas landslag.

## Klubbkarriär
Den 9 januari 2023 lånades Malinovskyj ut av Atalanta till Marseille på ett låneavtal över resten av säsongen.

## Landslagskarriär
Malinovskyi debuterade för Ukrainas landslag den 31 mars 2015 i en 1–1-match mot Lettland, där han blev inbytt i den 85:e minuten mot Roman Bezus.

### Landslagsmål
| Nr | Datum            | Arena                                 | Landskamp | Motståndare | Mål | Resultat | Tävling                         |
| -- | ---------------- | ------------------------------------- | --------- | ----------- | --- | -------- | ------------------------------- |
| 1  | 10 oktober 2018  | Stadio Luigi Ferraris, Genua, Italien | 15        | Italien     | 1–1 | 1–1      | Vänskapsmatch                   |
| 2  | 16 oktober 2018  | Metalist Stadium, Charkiv, Ukraina    | 16        | Tjeckien    | 1–0 | 1–0      | Uefa Nations League B 2018/2019 |
| 3  | 7 september 2019 | LFF stadionas, Vilnius, Litauen       | 23        | Litauen     | 3–0 | 3–0      | Kvalet till EM 2020             |
| 4  | 11 oktober 2019  | Metalist Stadium, Charkiv, Ukraina    | 25        | Litauen     | 1–0 | 2–0      | Kvalet till EM 2020             |
| 5  | 11 oktober 2019  | Metalist Stadium, Charkiv, Ukraina    | 25        | Litauen     | 2–0 | 2–0      | Kvalet till EM 2020             |
| 6  | 10 oktober 2020  | Olympiastadion, Kiev, Ukraina         | 31        | Tyskland    | 1–2 | 1–2      | Uefa Nations League A 2020/2021 |
| 7  | 11 juni 2022     | Stadion Miejski ŁKS, Łódź, Polen      | 48        | Armenien    | 1–0 | 3–0      | Uefa Nations League B 2022/2023 |